# Alan Alda
Alan Alda, született Alphonso Joseph D'Abruzzo (New York, 1936. január 28. –) többszörös Golden Globe- és Primetime Emmy-díjas amerikai színész, filmrendező.

## Élete és pályafutása
New Yorkban született 1936. január 28-án Robert Alda színész és Joan Browne gyermekeként.
Tanulmányait a Fordham Egyetemen valamint a Cleveland Playhouse-ban végezte.
Színpadi színészként kezdte pályáját, a Broadwayn is fellépett. 1963 óta szerepel filmekben, 1972 óta televíziós színész.

## Magánélete
Felesége Arlene Weiss, akitől három leánya született.
2018-ban hozta nyilvánosságra, hogy három és fél évvel korábban Parkinson-kórt diagnosztizáltak nála.

## Filmográfia

### Film

#### Rendező és író
| Év   | Magyar cím             | Eredeti cím                | Feladatkör | Feladatkör | Megjegyzések              |
| Év   | Magyar cím             | Eredeti cím                | Rendező    | Író        | Megjegyzések              |
| ---- | ---------------------- | -------------------------- | ---------- | ---------- | ------------------------- |
| 1979 | Joe Tynan megkísértése | The Seduction of Joe Tynan | Nem        | Igen       |                           |
| 1981 | A négy évszak          | The Four Seasons           | Igen       | Igen       |                           |
| 1986 | Édes szabadság         | Sweet Liberty              | Igen       | Igen       |                           |
| 1988 | Várom a párom          | A New Life                 | Igen       | Igen       |                           |
| 1990 | Savanyú a szülő        | Betsy's Wedding            | Igen       | Igen       |                           |
| 2016 |                        | Shooting an Elephant       | Nem        | Nem        | rövidfilm vezető producer |

#### Színész
| Év   | Magyar cím                            | Eredeti cím                           | Szerep                                  | Magyar hang     |
| ---- | ------------------------------------- | ------------------------------------- | --------------------------------------- | --------------- |
| 1963 |                                       | Gone Are the Days!                    | Charlie Cotchipee                       |                 |
| 1968 | Papíroroszlán                         | Paper Lion                            | George Plimpton                         |                 |
| 1969 | A különleges tengerész                | The Extraordinary Seaman              | Morton Krim hadnagy                     |                 |
| 1970 |                                       | Jenny                                 | Delano                                  |                 |
| 1970 | Holdfényháború                        | The Moonshine War                     | John W. Martin                          |                 |
| 1971 | A Mephisto keringő                    | The Mephisto Waltz                    | Myles Clarkson                          | Juhász György   |
| 1972 |                                       | To Kill a Clown                       | Evelyn Ritchie őrnagy                   |                 |
| 1978 | Jövőre veled ugyanitt                 | Same Time, Next Year                  | George Peters                           | Szakácsi Sándor |
| 1978 | Kaliforniai lakosztály                | California Suite                      | Bill Warren                             | Fülöp Zsigmond  |
| 1979 | Joe Tynan megkísértése                | The Seduction of Joe Tynan            | Joe Tynan                               |                 |
| 1981 | A négy évszak                         | The Four Seasons                      | Jack Burroughs                          | Fazekas István  |
| 1986 | Édes szabadság                        | Sweet Liberty                         | Michael Burgess                         | Csankó Zoltán   |
| 1988 | Várom a párom                         | A New Life                            | Steve Giardino                          | Végvári Tamás   |
| 1989 | Bűnök és vétkek                       | Crimes and Misdemeanors               | Lester                                  | Rosta Sándor    |
| 1989 | Bűnök és vétkek                       | Crimes and Misdemeanors               | Lester                                  | Epres Attila    |
| 1990 | Savanyú a szülő                       | Betsy's Wedding                       | Eddie Hopper                            | Balázs Péter    |
| 1992 | Suttogások a sötétben                 | Whispers in the Dark                  | Leo Green                               | Csernák János   |
| 1993 | Rejtélyes manhattani haláleset        | Manhattan Murder Mystery              | Ted                                     | Rosta Sándor    |
| 1995 | Pajzs a résen, avagy a tökéletlen erő | Canadian Bacon                        | amerikai elnök                          | Ujréti László   |
| 1995 | Pajzs a résen, avagy a tökéletlen erő | Canadian Bacon                        | amerikai elnök                          | Barbinek Péter  |
| 1996 | Gyagyás család                        | Flirting with Disaster                | Richard Schlichting                     | Pálfai Péter    |
| 1996 | A varázsige: I love you               | Everyone Says I Love You              | Bob Dandridge                           | Szokolay Ottó   |
| 1997 | Gyilkosság a Fehér Házban             | Murder at 1600                        | Alvin Jordan nemzetbiztonsági tanácsadó | Barbinek Péter  |
| 1997 | Őrült város                           | Mad City                              | Kevin Hollander                         | Szokolay Ottó   |
| 1998 | Vágyaim netovábbja                    | The Object of My Affection            | Sidney Miller                           | Szokolay Ottó   |
| 1999 |                                       | Keepers of the Frame (dokumentumfilm) | önmaga                                  |                 |
| 2000 | Mi kell a nőnek?                      | What Women Want                       | Dan Wanamaker                           | Gruber Hugó     |
| 2004 | Aviátor                               | The Aviator                           | Owen Brewster                           | Végvári Tamás   |
| 2007 | Viszlát, Bajnok!                      | Resurrecting the Champ                | Ralph Metz                              | Kajtár Róbert   |
| 2008 | Csökkent képesség                     | Diminished Capacity                   | Rollie Zerbs nagybácsi                  | Blaskó Péter    |
| 2008 | Isteni szikra                         | Flash of Genius                       | Gregory Lawson                          | Szokolay Ottó   |
| 2008 | Láncra vert igazság                   | Nothing but the Truth                 | Albert Burnside                         | Szokolay Ottó   |
| 2011 | Hogyan lopjunk felhőkarcolót?         | Tower Heist                           | Arthur Shaw                             | Tordy Géza      |
| 2012 | Hippi-túra                            | Wanderlust                            | Carvin Wiggins                          | Fodor Tamás     |
| 2015 | Hosszú utazás                         | The Longest Ride                      | Ira Levinson                            | Tordy Géza      |
| 2015 | Kémek hídja                           | Bridge of Spies                       | Thomas Watters                          | Szokolay Ottó   |
| 2019 | Házassági történet                    | Marriage Story                        | Bert Spitz                              |                 |

### Televízió
| Év        | Magyar cím                       | Eredeti cím                    | Szerep                                      | Megjegyzések                                    |
| --------- | -------------------------------- | ------------------------------ | ------------------------------------------- | ----------------------------------------------- |
| 1958      |                                  | The Phil Silvers Show          | Carlyle Thomson III                         | 1 epizód                                        |
| 1962      |                                  | Naked City                     | fiatal költő                                | 1 epizód                                        |
| 1963      |                                  | The Doctors and the Nurses     | Dr. John Griffin                            | 2 epizód                                        |
| 1963      |                                  | Route 66                       | Dr. Glazer                                  | 1 epizód                                        |
| 1963      |                                  | East Side/West Side            | Freddie Wilcox                              | 1 epizód                                        |
| 1965      |                                  | The Trials of O'Brien          | Nick Staphos                                | 1 epizód                                        |
| 1967      |                                  | Coronet Blue                   | Clay Breznia                                | 1 epizód                                        |
| 1968      |                                  | Premiere                       | Frank St. John                              | 1 epizód                                        |
| 1972      | Üvegház                          | The Glass House                | Jonathon Paige                              | - tévéfilm - magyar hangja: - Koncz István      |
| 1972      |                                  | Playmates                      | Marshall Barnett                            | tévéfilm                                        |
| 1972–1983 | M*A*S*H                          | M*A*S*H                        | Benjamin Franklin "Hawkeye" Pierce százados | - főszereplő (251 epizód) - rendező (32 epizód) |
| 1973      |                                  | Isn't It Shocking?             | Dan Barnes                                  | tévéfilm                                        |
| 1974      |                                  | The Carol Burnett Show         | önmaga                                      | 1 epizód                                        |
| 1974      |                                  | Free to Be... You and Me       | önmaga                                      | tévéfilm                                        |
| 1974      |                                  | 6 Rms Riv Vu                   | Paul Friedman                               | tévéfilm                                        |
| 1977      |                                  | Kill Me If You Can             | Caryl W. Chessman                           | tévéfilm                                        |
| 1984      |                                  | The Four Seasons               | Jack Burroughs                              | 8 epizód                                        |
| 1993      | És a zenekar játszik tovább…     | And the Band Played On         | Dr. Robert Gallo                            | - tévéfilm - magyar hangja: - Mihályi Győző     |
| 1993–2005 |                                  | Scientific American Frontiers  | önmaga (házigazda)                          | 81 epizód                                       |
| 1994      | Bátorságpróba                    | White Mile                     | Dan Cutler                                  | - tévéfilm - magyar hangja: - Gruber Hugó       |
| 1996      | Jake női                         | Jake's Women                   | Jake                                        | tévéfilm                                        |
| 1999      | Vészhelyzet                      | ER                             | Dr. Gabriel Lawrence                        | 5 epizód                                        |
| 2001      | Klubvilág                        | Club Land                      | Willie Walters                              | tévéfilm                                        |
| 2001      | Halálos börtön                   | The Killing Yard               | Ernie Goodman                               | - tévéfilm - magyar hangja: - Perlaki István    |
| 2004–2006 | Az elnök emberei                 | The West Wing                  | Arnold Vinick szenátor                      | 28 epizód                                       |
| 2005      | Getaway – Viszlát, mi leléptünk! | Getaway                        | önmaga                                      | 1 epizód                                        |
| 2009–2010 | A stúdió                         | 30 Rock                        | Milton Greene                               | 3 epizód                                        |
| 2011–2013 | The Big C – A nagy C             | The Big C                      | Dr. Atticus Sherman                         | 6 epizód                                        |
| 2012      |                                  | The Human Spark                | önmaga                                      | 3 epizód                                        |
| 2013      |                                  | Brains on Trial with Alan Alda | önmaga                                      | 2 epizód                                        |
| 2013      |                                  | 50 Children                    | narrátor                                    | HBO dokumentumfilm                              |
| 2013–2014 | Feketelista                      | The Blacklist                  | Alan Fitch                                  | 5 epizód                                        |
| 2016      |                                  | Horace and Pete                | Pete nagybácsi                              | 5 epizód                                        |
| 2016      | Broad City                       | Broad City                     | Dr. Jay Heller                              | 1 epizód                                        |
| 2018–2019 | Diane védelmében                 | The Good Fight                 | Solomon Waltzer                             | 3 epizód                                        |
| 2018–2020 | Ray Donovan                      | Ray Donovan                    | Dr. Arthur Amiot                            | 8 epizód                                        |
| 2022      |                                  | Ray Donovan: The Movie         | Dr. Arthur Amiot                            | tévéfilm                                        |
| 2025      | A négy évszak                    | The Four Seasons               | Don                                         | - 1 epizód - magyar hangja: - Kajtár Róbert     |

## Fontosabb díjak és jelölések
- Emmy-díj (1974, 1977, 1979, 1982, 2006)
- Arany Alma-díj (1974, 1979)
- Golden Globe-díj (1975, 1976, 1980, 1981, 1982, 1983)
- Theatre World Award (1976, 1978)
- Marquee-díj (1980, 1982)
- Bodil-díj (1982)
- New York-i Filmkritikusok díja (1989)